# Луций Кальпурний Пизон Цезонин (консул 148 года до н. э.)
Лу́ций Кальпу́рний Пизо́н Цезони́н (лат. Lucius Calpurnius Piso Caesoninus; умер после 148 года до н. э.) — древнеримский военачальник и политический деятель из плебейского рода Кальпурниев, консул 148 года до н. э. Командовал армией во время Третьей Пунической войны.

## Происхождение
Луций Кальпурний принадлежал к плебейскому роду Кальпурниев, происходившему согласно поздним генеалогиям от Кальпа — мифического сына второго царя Рима Нумы Помпилия (к Нуме возводили свои родословные также Пинарии, Помпонии и Эмилии). Согласно Капитолийским фастам, отец и дед Луция носили преномен Гай. Предположительно Гай-младший — это консул 180 года до н. э. Гай Кальпурний Пизон. Но прозвище Цезонин, ставшее вторым когноменом для этой ветви рода, может означать, что Луций был Пизоном только по усыновлению, а изначально носил номен Цезоний.

## Биография
Пизон Цезонин впервые упоминается в сохранившихся источниках как претор и наместник одной из испанских провинций Рима в 154 году до н. э. Неизвестно, какой Испанией он управлял — Ближней или Дальней: Аппиан называет имена Луция Кальпурния и ещё одного наместника, Мания Манилия, без конкретизации. Исследователи считают более вероятным наместничество Пизона Цезонина в Дальней Испании.
Известно, что войско лузитанов вторглось в тот год во владения Рима для грабежа и в битве разгромило объединённую армию двух наместников. Погибли 6 тысяч римлян, в том числе квестор Варрон; другие подробности неизвестны. Луций Кальпурний вскоре вернулся в Рим, а сенат под впечатлением от этих событий отправил на Пиренейский полуостров консула (впервые после 195 года до н. э.).
В 148 году до н. э. Пизон Цезонин получил консулат; его коллегой был патриций Спурий Постумий Альбин Магн. В это время шла Третья Пуническая война, и Луцию Кальпурнию выпало по жребию возглавить армию, которая действовала в Африке. В отличие от своих предшественников, он уже не пытался взять Карфаген: его целью было занять другие города региона. Сначала Пизон осаждал Аспиду, потом — Гиппон Диаррит, но в обоих случаях был вынужден отступить ни с чем. В результате положение римской армии ухудшилось, а карфагеняне смогли восстановить контроль над утерянными было областями. Эти события настолько возмутили римлян, что те в нарушение закона Виллия выбрали консулом на 147 год до н. э. молодого офицера Публия Корнелия Сципиона Эмилиана, чтобы заменить им Пизона.
После Третьей Пунической войны Луций Кальпурний уже не упоминается в источниках.

## Потомки
Предположительно сыном Луция Кальпурния был консул 112 года до н. э. того же имени.